# Koottilangadi
Koottilangadi es una ciudad censal situada en el distrito de Malappuram en el estado de Kerala (India). Su población es de 36602 habitantes (2011). Se encuentra en la confluencia de los ríos Kadalundi y Cherupuzha, a 3 km de Malappuram y a 41 km de Kozhikode

## Demografía
Según el censo de 2011 la población de Koottilangadi era de 36602 habitantes, de los cuales 17734 eran hombres y 18868 eran mujeres. Koottilangadi tiene una tasa media de alfabetización del 96,70%, superior a la media estatal del 94%. la alfabetización masculina es del 97,59%, y la alfabetización femenina del 95,88%.